# Pasquale Buonocore
Pasquale Buonocore (né le 17 mai 1916 à Naples, mort le 1er septembre 2003 dans la même ville) est un joueur de water-polo italien, champion olympique en 1948 à Londres.